# Gürbey İleri
Gürbey İleri (* 13. Februar 1988 in Istanbul) ist ein türkischer Schauspieler.

## Leben und Karriere
İleri wurde am 13. Februar 1989 in Istanbul geboren. Er studierte an der Beykent Üniversitesi. Sein Debüt gab er 2007 in der Fernsehserie Arka Sıradakiler. Danach war er 2008 in dem Film Ayakta Kal zu sehen. Danach trat er in der Serie Kalbim Seni Seçti auf. Seinen Durchbruch hatte er in Muhteşem Yüzyıl. Von 2014 bis 2015 wurde er für die Serie Kaderimin Yazıldığı Gün gecastet. 2015 bekam er eine Rolle in Sevda Kuşun Kanadında. Zwischen 2017 und 2018 spielte er in der Serie Diriliş: Ertuğrul mit. Außerdem bekam er 2021 in dem Film Avcı İlk Kehanet die Hauptrolle.

## Filmografie
Filme
- 2008: Ayakta Kal
- 2019: Özgür Dünya
- 2021: Avcı İlk Kehanet

Serien
- 2007–2012: Arka Sıradakiler
- 2011: Kalbim Seni Seçti
- 2012–2013: Muhteşem Yüzyıl
- 2014: Yasak
- 2014–2015: Kaderimin Yazıldığı Gün
- 2015–2016: Eve Dönüş
- 2016–2017: Sevda Kuşun Kanadında
- 2017–2018: Diriliş: Ertuğrul